# Communauté de communes du Plateau d’Hauteville
Die Communauté de communes du Plateau d’Hauteville ist ein ehemaliger französischer Gemeindeverband mit Rechtsform einer Communauté de communes im Département Ain. 
Der Gemeindeverband wurde am 30. Dezember 1993 gegründet und umfasste neun Gemeinden. Der Verwaltungssitz befand sich im Ort Hauteville-Lompnes.

## Historische Entwicklung
Im Zuge der Auflösung der Communauté de communes de la Vallée de l’Albarine mit Wirkung vom 1. Januar 2017 traten die Gemeinden Évosges und Hostiaz hier bei.
Der Erlass vom 23. November 2018 legte mit Wirkung zum 1. Januar 2019 die Auflösung des Gemeindeverbands und die gleichzeitige Überführung der Mitgliedsgemeinden in die Haut-Bugey Agglomération fest.

## Ehemalige Mitgliedsgemeinden
Folgende neun Gemeinden gehörten der Communauté de communes du Plateau d’Hauteville an:
1. Aranc
2. Champdor-Corcelles
3. Corlier
4. Cormaranche-en-Bugey
5. Évosges
6. Hauteville-Lompnes
7. Hostiaz
8. Prémillieu
9. Thézillieu